# Mubadala Citi DC Open 2024
Mubadala Citi DC Open 2024 — тенісний турнір, що проходив на кортах з твердим покриттям у місті Вашингтон, США з 29 липня 21 до 4 серпня. Належав до категорії ATP 500, був турніром серії Washington Open 2024 року.

## Фінальна частина

### Чоловіки, одиночний розряд
Себастьян Корда —  Флавіо Коболлі 4–6, 6–2, 6–0

### Жінки, одиночний розряд
Паула Бадоса —  Маріє Боузкова 6–1, 4–6, 6–4

### Чоловіки, парний розряд
Натаніел Ламмонс /  Джексон Вітроу —  Рафаель Матос /  Марсело Мело 7–5, 6–3

### Жінки, парний розряд
Ейджа Мухаммад /  Тейлор Таунсенд —  Цзян Сіньюй /  У Фансьєнь 7–6(7–0), 6–3